# José González Torres
José González Torres (Cotija de la Paz, Michoacán; 16 de septiembre de 1919 - Cancún, Quintana Roo; 1 de noviembre de 1998) fue un político y abogado mexicano, miembro del Partido Acción Nacional.

## Biografía
Curso sus estudios de primaria a preparatoria en la ciudad de Guadalajara, Jalisco, México.
En la década de 1940 se traslada a la Ciudad de México donde cursa la carrera de derecho en la Universidad Nacional Autónoma de México, recibiéndose de abogado en 1945. 
Fue profesor de historia en la Escuela Libre de Derecho, en la Ciudad de México.
De 1947 a 1949 fue presidente mundial de la organización internacional Pax Romana, con sede en Ginebra Suiza. Algunos años después, en 1963, el ex capellán de Pax Romana-Italia, Giovanni Battista Montini, fue elegido Papa de la Iglesia Católica, tomando el nombre de Pablo VI.
De 1949 a 1952 fue presidente de Acción Católica Mexicana.
Fue secretario General del PAN entre 1956 a 1958, y presidente nacional de dicho partido de 1959 a 1962. 
En las elecciones federales de 1964 fue candidato por su partido a la presidencia de la República.
Fue electo diputado federal en la LII legislatura del Congreso de la Unión (1982-1985).
El Papa Pio XII lo nombró Caballero de la Orden de San Gregorio y de la Orden del Santo Sepulcro.
En 1988 recibió el doctorado honoris causa en derecho canónico por la Universidad Pontificia Salesiana de Roma.
Falleció el 1 de noviembre de 1998 en Cancún, Quintana Roo a los 79 años de edad.